# Lironeca desterroensis
Lironeca desterroensis là một loài chân đều trong họ Cymothoidae. Loài này được Thatcher, Suza-Conceicao & Jost miêu tả khoa học năm 2003.